# Susa (Cundinamarca)
Susa est une municipalité située dans le département de Cundinamarca, en Colombie.